# Eupen a Malmédy

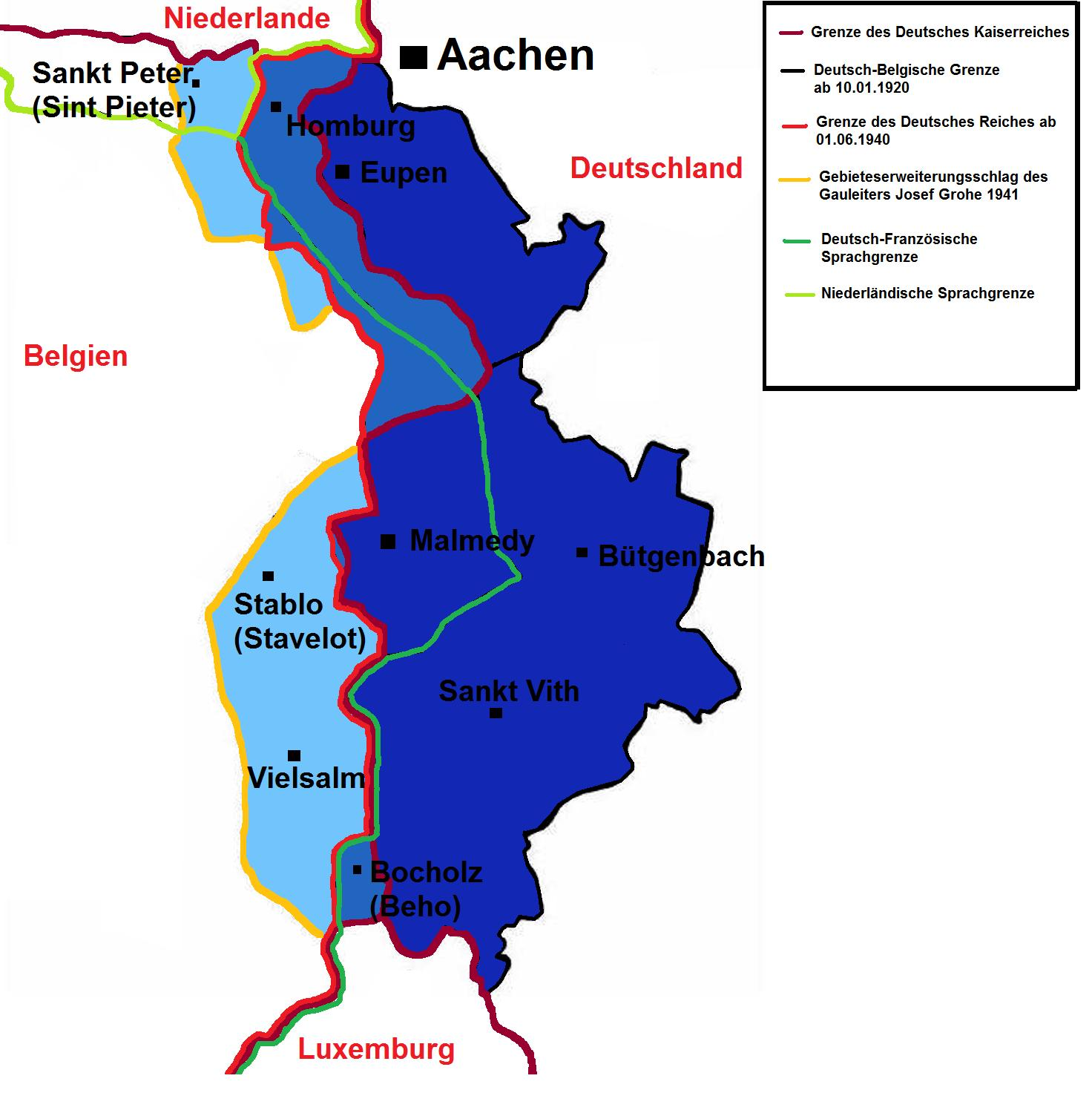
Změna hranic území Eupen-Malmedy mezi lety 1920 a 1945

Eupen a Malmédy je malý, převážně německy mluvící region na východě Belgie. Skládá se ze tří administrativních kantonů kolem měst Eupen, Malmedy a Sankt Vith, které zahrnují asi 730 kilometrů čtverečních (280 sq mi). Jinde v Belgii je tento region běžně označován jako východní kantony (francouzsky Cantons de l'Est, nizozemsky Oostkantons).
Eupen a Malmedy se po první světové válce staly součástí Belgie. Region, který byl dříve součástí Pruska a Německé říše, byl Versailleskou smlouvou přidělen Belgii. Formálně bylo území připojeno po kontroverzním referendu v roce 1920 a v roce 1925 se stalo součástí provincie Lutych. Agitace německých nacionalistů během meziválečného období vedla k jeho opětovnému připojení nacistickým Německem během druhé světové války a Belgii bylo vráceno v roce 1945. Devět z jedenácti obcí, které původně tvořily Eupen-Malmedy, nyní tvoří Německojazyčné společenství Belgie, jedno ze tří belgických federálních společenství.